# Ferrovia Torino-Genova
La ferrovia Torino-Genova è una linea ferroviaria italiana gestita da Rete Ferroviaria Italiana, classificata come principale. Collega le città di Torino e Genova, sviluppandosi complessivamente per 169 km, interamente a doppio binario.

## Storia
| Tratto                      | Attivazione       | Attivazione |
| --------------------------- | ----------------- | ----------- |
| Torino-Trofarello           | 24 settembre 1848 | [ 1 ]       |
| Trofarello-Asti             | 15 novembre 1849  | [ 1 ]       |
| Asti-Novi Ligure            | 1º gennaio 1850   | [ 1 ]       |
| Novi Ligure-Arquata Scrivia | 1º febbraio 1851  | [ 1 ]       |
| Arquata Scrivia-Busalla     | 10 febbraio 1853  | [ 1 ]       |
| Busalla-Genova              | 18 dicembre 1853  | [ 1 ]       |
| Manuale                     |                   |             |

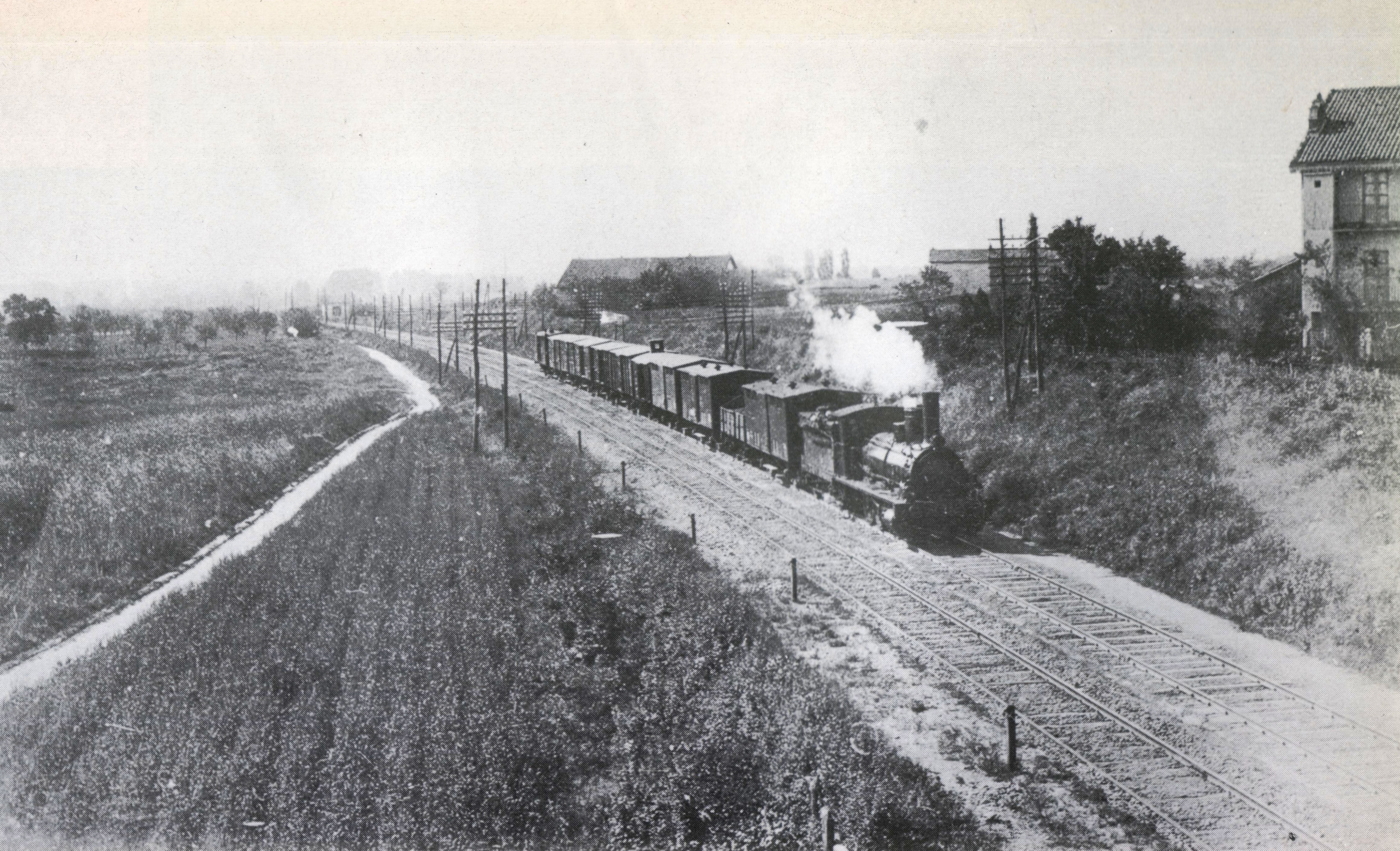
Treno merci sulla Torino-Genova, anni 1920

La ferrovia nacque per volere del Governo sabaudo che ne finanziò interamente la costruzione (Regie Lettere Patenti № 443). I lavori iniziarono il 13 febbraio 1845 per terminare il 18 dicembre 1853 con il completamento del collegamento tra le due città per un totale di 166 chilometri.
Per attraversare l'appennino fu costruita la galleria dei Giovi, lunga 3 254 metri e, all'epoca, la più lunga d'Italia.
Il Regno di Sardegna era entrato nella competizione ferroviaria europea in ritardo e conscio dell'importanza della ferrovia decise, dopo molte discussioni, con le Regie Patenti del 13 febbraio 1845, che la Strada Ferrata Torino-Genova dovesse essere costruita a spese dello Stato.
(Lettere Patenti del 13 febbraio 1845 di Carlo Alberto)
Il completamento della ferrovia costituì un avvenimento di importanza eccezionale ed ebbe risonanza anche al di fuori dei confini italiani.
L'intera linea fu subito costruita a doppio binario e si dovettero costruire molti ponti, oltre trenta di rilevante importanza, fare sbancamenti e perforare gallerie con spese ingenti. Non si aspettò il completamento dell'opera per l'apertura al pubblico ma lo si fece man mano che i tratti di linea venivano completati, non si aspettava nemmeno il completamento delle stazioni e si apriva con un solo binario efficiente.

### Torino Porta Nuova-Moncalieri
La prima tratta, di soli 8 chilometri, da Torino Porta Nuova (allora costituita da un modesto baraccone di legno e da pochi binari) a Trofarello, venne aperta il 24 settembre 1848 con una sobria cerimonia. Il giorno seguente iniziò il regolare servizio pubblico con sei coppie di treni che viaggiavano tra le 7 del mattino e le 19. Le norme recitavano: 
(Norme del servizio)
Già in questa tratta si dovette costruire la prima opera importante realizzando un lungo ponte sul fiume Po nelle immediate vicinanze della stazione di Moncalieri.

### Trofarello-Asti
Dopo soli 4 mesi, il 15 gennaio del 1849 venne aperta anche la seconda tratta di 46 chilometri che portava la ferrovia ad Asti.
In questa seconda parte della linea si dovettero affrontare rilevanti difficoltà per l'attraversamento della zona collinare fra San Paolo Solbrito e Villafranca dove si aveva una pendenza del 2,6 per cento allora considerata quasi impossibile da superare. Inizialmente si procedette alla costruzione di una linea provvisoria tra San Paolo e Dusino mentre tra Dusino e Stenevasso si procedeva traghettando i viaggiatori con un omnibus a cavalli. Con questo sistema, però, il servizio era molto insoddisfacente quindi si procedette alla costruzione di un altro tratto provvisorio su un piano inclinato dove i convogli procedevano in salita con l'ausilio dei cavalli e in discesa trattenuti da carri freno. Ma anche con questo sistema, nonostante un deciso miglioramento, il servizio non era all'altezza ed inoltre risultò particolarmente oneroso per la società di gestione. Furono quindi studiate delle locomotive apposite dal famoso Stephenson che le realizzò nella sua celebre officina di Newcastle upon Tyne e che entrarono in servizio nell'agosto 1851.

### Asti-Alessandria-Novi-Arquata

Carlo Bossoli, Galleria di Pietrabissara, 1853

Il 1º gennaio del 1850 la ferrovia arrivò a Alessandria e a Novi Ligure con l'entrata in esercizio di altri 56 chilometri e l'anno successivo, il 10 febbraio 1852, ad Arquata per un totale di 124 chilometri. Queste tratte non presentavano particolari difficoltà tranne per i viadotti nella zona di Serravalle Scrivia.
Il servizio si rivelò soddisfacente sia per il pubblico – i treni impiegavano solo 3 ore e 40 minuti per coprire l'intera tratta – che per la società che vide i propri utili salire vertiginosamente.

### Arquata-Busalla-Genova

Carlo Bossoli, Ponte di Prarolo, 1853

Nella tratta successiva ritornarono le grandi opere. Il prolungamento su Busalla, di altri 18 chilometri, venne aperto il 10 febbraio 1853 e per realizzarlo fu necessario costruire ben otto ponti e quattro gallerie di lunghezza variabile da 508 a 866 metri.
Il 18 dicembre dello stesso anno la linea venne completata con l'apertura degli ultimi 23 chilometri tra Busalla e Genova Piazza Principe.
Per il superamento del tratto appenninico i tecnici superarono se stessi. La maggiore opera fu la galleria dei Giovi, progettata dal famoso ingegnere inglese Isambard Brunel, all'epoca la galleria ferroviaria più lunga del mondo (3254 metri), che richiese trenta milioni di mattoni per il solo rivestimento e che ebbe un costo pari a oltre 10 milioni di lire dell'epoca.
Fu inoltre di primaria importanza la scelta del tipo di trazione per superare il lungo percorso a fortissima pendenza da Pontedecimo a Busalla. A tal proposito un gruppo di ingegneri, tra i quali il belga Maus e il sabaudo Sommeiller, studiarono nuovi tipi di locomotive, sempre costruite dalle officine dello Stephenson, denominate poi Mastodonte dei Giovi che, costituite da due macchine accoppiate fra di loro, servivano “al traghetto dei convogli sulla rampa del 36 per mille di cui l'eguale non si ha su altre strade ferrate esercitate con locomotive”. Erano in grado di trainare treni di 130 tonnellate a 12 chilometri orari.
Per non ritardare l'attivazione della linea, la stazione di Genova Piazza Principe venne approntata con carattere provvisorio, così come era già stato fatto per quella di Torino Porta Nuova e per tutte le altre della linea.
Poiché la nuova ferrovia oltre che un importante collegamento passeggeri aveva una funzione fondamentale per il traffico portuale viene anche costruito contestualmente un allacciamento con il porto tra Genova Piazza Principe e Piazza Caricamento, quasi totalmente in sede stradale a raso, sull'odierna Via Gramsci. È proprio in quella piazza genovese che il 16 febbraio 1854 alla presenza del re Vittorio Emanuele II e del Primo Ministro Cavour, giunti con il treno reale, si tenne l'inaugurazione ufficiale della linea.
(Un cronista dell'epoca)

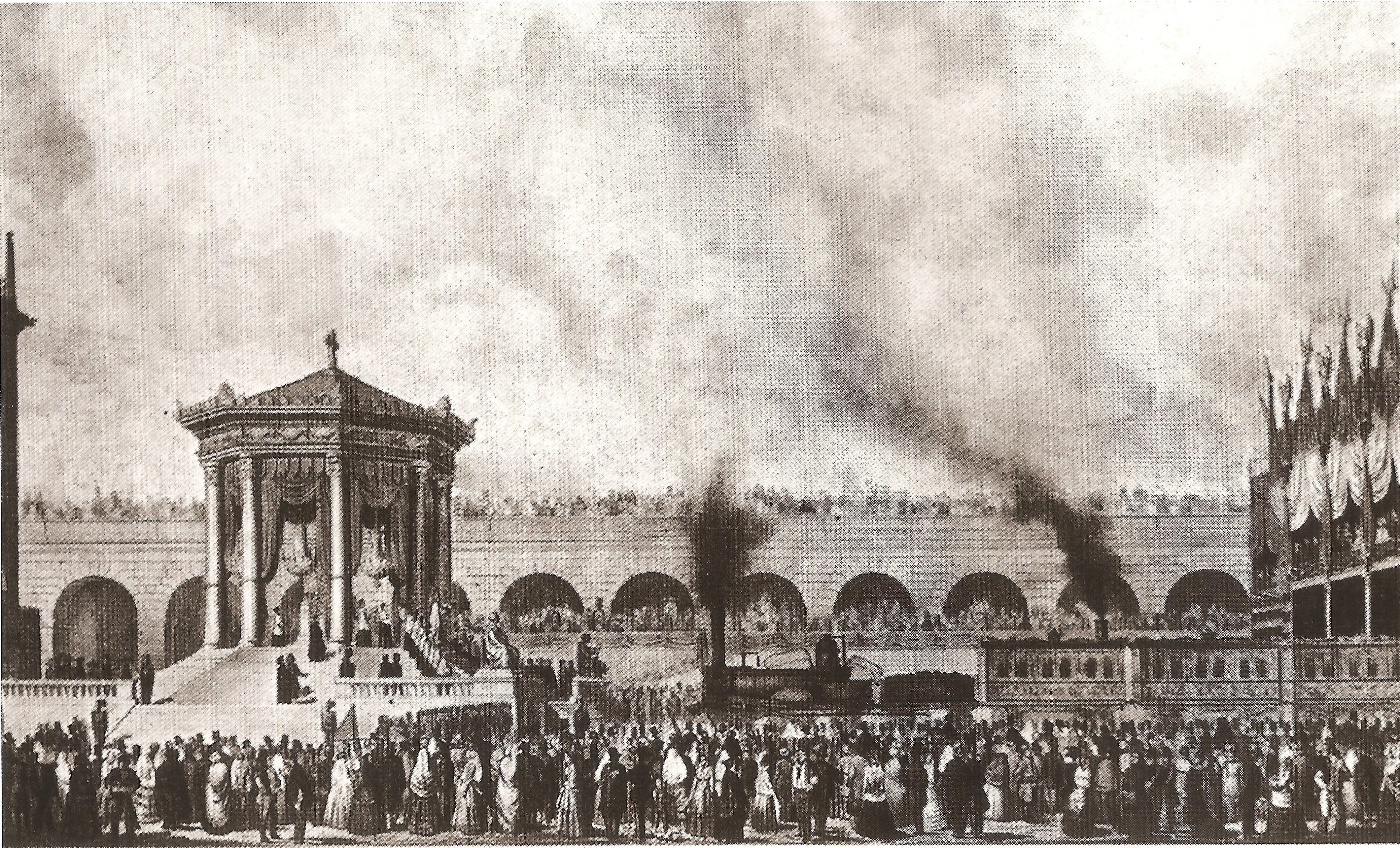
Inaugurazione della linea Torino-Genova presso Genova nel 1854

L'intera opera costò 120 milioni, per una lunghezza complessiva di 166 chilometri, con pendenza media del 5,2 per mille. Vennero costruite un totale di 10 gallerie, lunghe complessivamente 7381 metri e 42 tra ponti e viadotti.

### Genova Piazza Principe-Genova Brignole
Il 25 luglio 1872 venne aperta la galleria Traversata, collegando le due principali stazioni genovesi e attuando così il collegamento con la linea diretta a Pisa e Roma che nel frattempo era in via di realizzazione, portando così la sua lunghezza agli attuali 169 chilometri.

### Linea Succursale

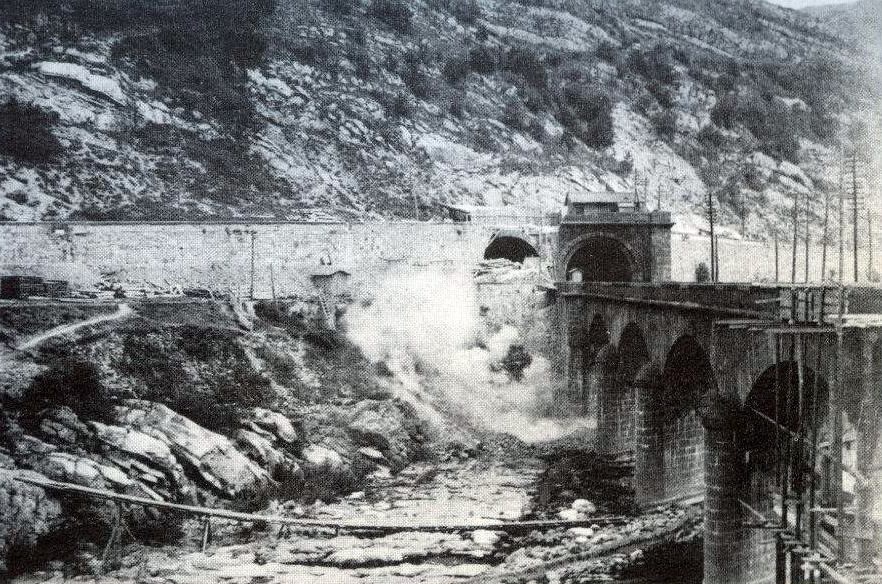
I lavori negli anni venti del Novecento per il raddoppio della linea presso Ronco Scrivia

Il 15 aprile 1889 venne aperta la linea Succursale dei Giovi, lunga oltre 24 chilometri, dal Quadrivio Torbella (Rivarolo) a Ronco Scrivia, il cosiddetto secondo valico. La nuova linea si rese necessaria per fare fronte al notevole aumento della domanda di trasporto merci da e per il porto di Genova. La linea collega le stesse località della linea originaria ed attraversa anch'essa il valico dei Giovi, ma è molto più sicura, consente velocità maggiori e presenta minori problemi di trazione e frenatura in quanto ha un tracciato in ascesa costante, quindi con pendenza massima decisamente inferiore alla linea originaria, che invece ha un tracciato poco pendente fino a Pontedecimo per poi diventare molto ripida nel tratto fino a Busalla. Ciò è stato possibile grazie ad arditi ponti (soprattutto quello di Campomorone) e soprattutto alla nuova galleria di valico di Ronco Scrivia, lunga 8 294 metri.
Nel 1922 venne realizzato anche un ulteriore raddoppio da Ronco ad Arquata, dove già dal 1912 era in funzione la tratta fino a Tortona. Questo raddoppio era necessario perché questo tratto è comune per le due linee per Torino e Milano.

### L'incidente dei Giovi
Così titolava il quotidiano genovese Il Secolo XIX commentando il disastro ferroviario avvenuto l'11 agosto 1898 tra le stazioni di Pontedecimo e Busalla.
Un treno merci, mentre stava percorrendo la lunga galleria dei Giovi rimase improvvisamente senza guida e iniziò a retrocedere, piombando a forte velocità su un treno passeggeri fermo al Piano Orizzontale dei Giovi in attesa dell'arrivo a Busalla dello stesso per poter proseguire provocando 9 morti e oltre 100 feriti.

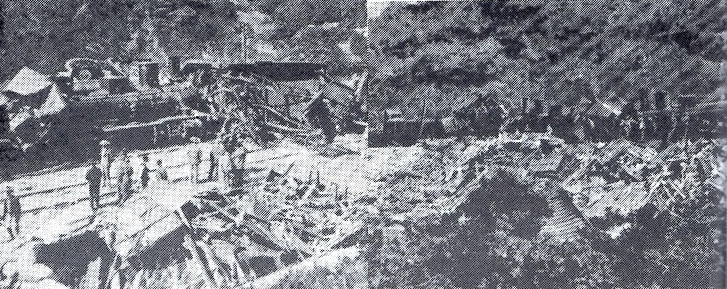
Due immagini dell'incidente ferroviario dei Giovi

### L'elettrificazione

#### L'elettrificazione in corrente alternata trifase

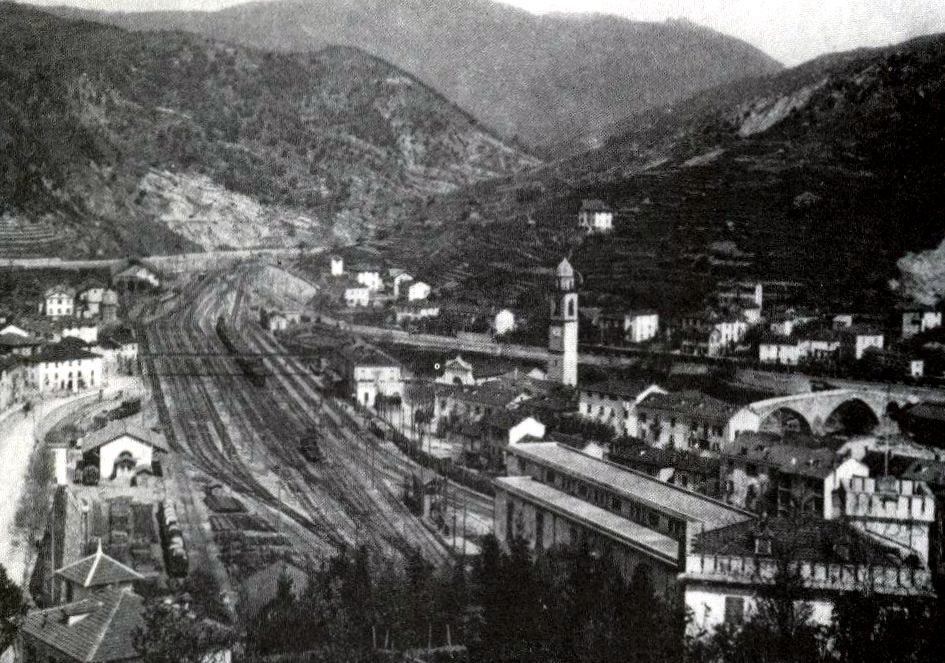
La cittadina di Ronco Scrivia e la linea ferroviaria in una fotografia di inizio Novecento

Dopo il tragico incidente del 1898 e a causa della saturazione del traffico in entrambe le linee, poiché con la trazione a vapore non si potevano trasportare più di 2000 carri al giorno, nel 1907, visti gli ottimi risultati ottenuti dalla sperimentazione della trazione a corrente trifase sulle linee della Valtellina, iniziarono i lavori di elettrificazione della tratta Genova Pontedecimo-Busalla, comprendente la galleria dei Giovi. I lavori vennero completati all'inizio del 1910 e nel mese di giugno dello stesso anno iniziarono le corse di prova a trazione elettrica, che venne messa in esercizio sull'intera tratta il 1º maggio 1911.
Per la trazione vennero utilizzate le locomotive del gruppo 0501-0540, riclassificate nel 1914 come E.550, appositamente studiate per la linea dei Giovi e sperimentate con successo in Valtellina..
I risultati di esercizio, andati oltre alle aspettative, portarono presto alla decisione di estendere l'elettrificazione all'intero nodo di Genova, il cui primo atto fu l'attivazione dei tratti Genova Campasso-Genova Pontedecimo, per i treni merci, e Genova Sampierdarena-Genova Pontedecimo, per i treni viaggiatori, il 1º settembre 1913.

Nell'ottobre 1914 venne elettrificato il tratto della "Succursale dei Giovi" tra Genova Sampierdarena e Ronco Scrivia, via Mignanego, liberando così dal fumo della trazione a vapore anche la seconda galleria di valico, a cui seguì il 15 settembre 1915 il tratto tra Busalla e Ronco Scrivia della linea dei Giovi.

L'elettrificazione venne estesa a Genova Piazza Principe il 15 maggio 1916 ed a Genova Brignole l'11 novembre 1920.
L'elettrificazione in corrente alternata trifase del resto della linea tra Torino Porta Nuova e Ronco Scrivia venne completato per tratte successive tra il 1917 e il 1923 con il seguente calendario:
| Tratto                                                                  | Attivazione      | Attivazione |
| ----------------------------------------------------------------------- | ---------------- | ----------- |
| Torino Porta Nuova-Bivio Sangone                                        | 1º maggio 1917   | [ N 1 ]     |
| Bivio Sangone-Trofarello                                                | 27 aprile 1921   | [ N 2 ]     |
| Trofarello-Asti-Alessandria                                             | 1º aprile 1922   |             |
| Alessandria-Novi Ligure-Arquata Scrivia-Isola del Cantone-Ronco Scrivia | 12 aprile 1922   |             |
| Arquata Scrivia-Ronco Scrivia (linea diretta)                           | 1º novembre 1923 | [ N 3 ]     |
| Manuale                                                                 |                  |             |

L'elettrificazione trifase proseguì da Genova Brignole verso Livorno a partire dal 1º aprile 1925, permettendo ai treni in servizio tra Torino e Roma di proseguire senza il cambio del mezzo di trazione a Genova Brignole.

### La conversione in corrente continua
Il cambio della locomotiva a Genova Brignole divenne nuovamente necessario a partire da febbraio 1948, quando la tratta Genova Brignole-Sestri Levante venne riattivata con l'elettrificazione in corrente continua dopo le distruzioni belliche.
Il passaggio del sistema di elettrificazione della Torino-Genova da corrente alternata trifase a 3,6 kV-16⅔ Hz a corrente continua a 3 kV avvenne tra il 1961 e il 1964 con il seguente calendario:
| Tratto                                                                          | Attivazione     | Attivazione |
| ------------------------------------------------------------------------------- | --------------- | ----------- |
| Torino Porta Nuova-Asti-Alessandria                                             | 28 maggio 1961  | [ N 4 ]     |
| Arquata Scrivia-Ronco Scrivia (linea diretta)                                   | 1º ottobre 1962 |             |
| Alessandria-Novi Ligure-Arquata Scrivia-Isola del Cantone-Ronco Scrivia-Busalla | 8 ottobre 1962  |             |
| Genova Piazza Principe-Genova Brignole                                          | 2 marzo 1963    | [ N 5 ]     |
| Ronco Scrivia-Mignanego-Genova Sampierdarena                                    | 2 marzo 1963    | [ N 6 ]     |
| Busalla-Genova Pontedecimo-Genova Campasso/Genova Sampierdarena                 | maggio 1964     |             |
| Genova Sampierdarena-Genova Piazza Principe                                     | maggio 1964     |             |
| Manuale                                                                         |                 |             |

### L'evoluzione
Nel 1962 si è proceduto all'apertura della nuova galleria Granarolo che ha permesso il collegamento diretto della stazione di Genova Piazza Principe con la linea Succursale dei Giovi, galleria che ha permesso, saltando il trafficato nodo di Genova Sampierdarena, di ridurre sensibilmente i tempi di percorrenza dei treni viaggiatori.
Nel 1994 la linea è stata devastata dall'alluvione nei pressi di Alessandria causata dallo straripamento del fiume Tanaro.
Dal 2001 il traffico passeggeri è servito da Trenitalia con treni Regionali, InterCity, InterCity Notte,  Frecciabianca e Frecciargento.
La tratta Arquata Scrivia - Ronco Scrivia - Genova Principe è comune alle due linee Genova - Torino e Genova - Milano.

## Caratteristiche
La linea venne costruita, con grande lungimiranza e considerevole impegno tecnico e finanziario, interamente a doppio binario,  senza passaggi a livello e, ad eccezione del ripido tratto di valico tra Genova e Serravalle, con ampi raggi di curvatura che, combinati con gli attuali sistemi di segnalamento, consentono oggi (tranne che in brevi tratti in corrispondenza delle stazioni di Alessandria, Asti e Villanova d'Asti) una velocità massima di 180 km/h in rango C. La pendenza massima è del 35 per mille sulla linea storica, del 16 per mille sulla linea Succursale.

### Percorso

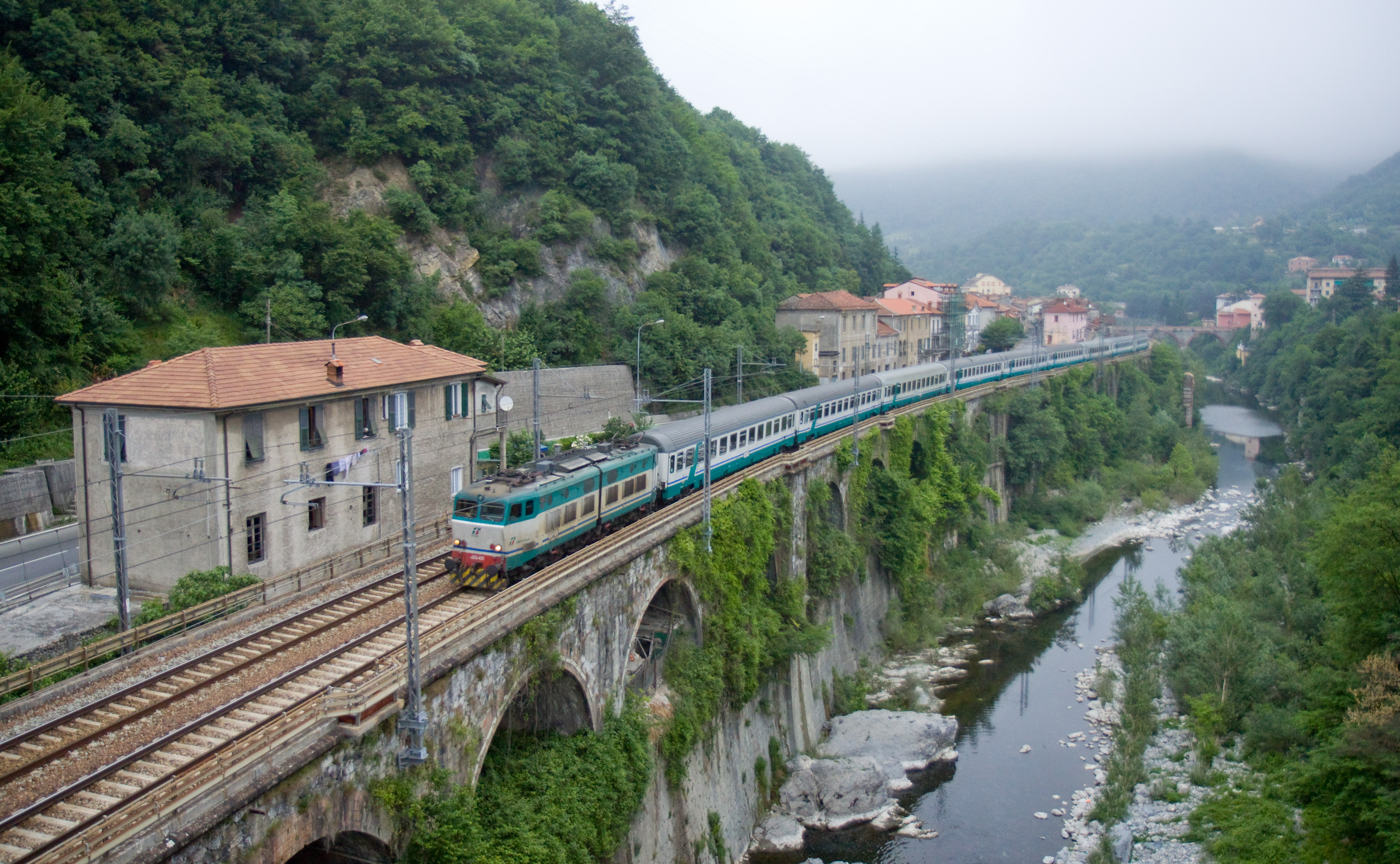
La linea presso Isola del Cantone

| Head station |

| Unknown route-map component "tSTRc2" | Unknown route-map component "ABZgt3a" |  |

| Unknown route-map component "tdCONTgq" | Unknown route-map component "tABZr+12" | Straight track + Unknown route-map component "tSTRc34" | Unknown route-map component "d" |  |

| Unknown route-map component "tSTRc1" | Unknown route-map component "ABZg+t4e" |  |

|  | Unknown route-map component "ABZgl" | Unknown route-map component "KDSTeq" |

| Station on track |

| Unknown route-map component "uexCONTgq" | Unknown route-map component "emKRZu" | Unknown route-map component "uexCONTfq" |

| Small bridge over water |

| Unknown route-map component "CONTgq" | Unknown route-map component "ABZgr" |  |

| Unknown route-map component "SKRZ-Au" |

| Unknown route-map component "hKRZWae" |

| Station on track |

| Unknown route-map component "eBHF" |

| Station on track |

| Unknown route-map component "CONTgq" | Unknown route-map component "ABZglr" | Unknown route-map component "CONTfq" |

| Station on track |

| Unknown route-map component "HSTeBHF" |

| Station on track |

| Stop on track |

| Unknown route-map component "SKRZ-Au" |

| Station on track |

| Stop on track |

| Station on track |

| Unknown route-map component "uexCONTgq" | Unknown route-map component "emKRZu" | Unknown route-map component "uexCONTfq" |

| Unknown route-map component "CONTgq" | Unknown route-map component "ABZg+lr" | Unknown route-map component "CONTfq" |

| Station on track |

| Unknown route-map component "CONTgq" | Unknown route-map component "ABZglr" | Unknown route-map component "CONTfq" |

| Unknown route-map component "HSTeBHF" |

| Stop on track |

| Unknown route-map component "eHST" |

| Unknown route-map component "eHST" |

| Station on track |

| Station on track |

| Unknown route-map component "SKRZ-Au" |

|  | Unknown route-map component "v-STR" | Unknown route-map component "vSTR+l-" | Unknown route-map component "dCONTfq" |

| Unknown route-map component "d" | Unknown route-map component "dWASSERq" | Unknown route-map component "vWBRÜCKE1" | Unknown route-map component "dWASSERq" |

| Unknown route-map component "dSHI2+l" | Unknown route-map component "vSHI2gr-STR" |

| Unknown route-map component "KDSTaq" | Unknown route-map component "dABZgr+r" | Unknown route-map component "vBHF" |  |

| Unknown route-map component "dSHI2l" | Unknown route-map component "vSHI2g+r-STR" |

| Unknown route-map component "dvCONTgq" | Unknown route-map component "d" + Unknown route-map component "SPLeq" | Unknown route-map component "SHI4+rq" + Unknown route-map component "KSTRaq" | Unknown route-map component "vABZgr-STR" | Unknown route-map component "d" |  |

| Unknown route-map component "dCONTgq" | Unknown route-map component "dSTRq" | Unknown route-map component "SHI4lq" | Unknown route-map component "vSTR" | Unknown route-map component "d" |  |

| Unknown route-map component "d" | Unknown route-map component "dWASSERq" | Unknown route-map component "vWBRÜCKE1" | Unknown route-map component "dWASSERq" |

|  | Unknown route-map component "v-STR" | Unknown route-map component "vSTRl-" | Unknown route-map component "dCONTfq" |

| Unknown route-map component "exKBHFa" | Unknown route-map component "HSTeBHF" |  |

| Unknown route-map component "exABZgl+l" | Unknown route-map component "eABZgr+r" |  |

| Unknown route-map component "exCONTgq" | Unknown route-map component "exSTRr" | Straight track |  |  |

| Unknown route-map component "eHST" |

| Unknown route-map component "SKRZ-Au" |

| Unknown route-map component "kABZg2" |

| Unknown route-map component "d" |  | Unknown route-map component "STR+k12" + Unknown route-map component "lDST" | Unknown route-map component "kABZl+34" | Unknown route-map component "dCONTfq" |

| Unknown route-map component "kABZg+1" |

| Station on track |

| Unknown route-map component "exLCONTgq" | Unknown route-map component "exLSTRq" + Unknown route-map component "eABZgLr" | Unknown route-map component "exLCONTfq" |

| Unknown route-map component "eBHF" |

| Stop on track |

|  | Unknown route-map component "xKRWgl" | Unknown route-map component "KRW+r" |

|  |  | Unknown route-map component "exSTR" | Unknown route-map component "ABZg+l" | Unknown route-map component "CONTfq" |

|  | Unknown route-map component "exBHF" | Station on track |

|  | Unknown route-map component "exSTR" | Non-passenger station/depot on track |

| Unknown route-map component "LLSTRc2" | Unknown route-map component "LLSTR3+l" | Unknown route-map component "xKRZ" + Unknown route-map component "STRc2" | One way rightward + Unknown route-map component "STR3" |  |

| Unknown route-map component "v-LLSTR+1" | Unknown route-map component "LLSTRc4" | Unknown route-map component "xABZg+1" | Unknown route-map component "STRc4" |  |

| Unknown route-map component "v-LSTR" |  | Stop on track |  |  |

| Unknown route-map component "v-LSTR" |  | Unknown route-map component "STR+GRZq" |  |  |

| Unknown route-map component "v-LSTR" |  | Stop on track |  |  |

| Unknown route-map component "v-LSTR" | Unknown route-map component "WASSER+l" | Small bridge over water | Unknown route-map component "WCONTfq" |  |

| Unknown route-map component "v-LSTR" | Unknown route-map component "WASSERl" | Small bridge over water | Unknown route-map component "WASSER+r" |  |

| Unknown route-map component "v-LSTR" | Unknown route-map component "WASSER+l" | Small bridge over water | Water straight and to right |  |

| Unknown route-map component "v-LSTR" | Unknown route-map component "WASSERl" | Small bridge over water | Unknown route-map component "WASSER+r" |  |

| Unknown route-map component "v-LSTR" |  | Stop on track | Water |  |

| Unknown route-map component "v-LSTR" | Unknown route-map component "v-WASSER+l" | Small bridge over water | Water straight and to right |  |

| Unknown route-map component "LSTR" | Unknown route-map component "WASSERl" | Unknown route-map component "dWBRÜCKE" | Unknown route-map component "WASSER+r" |  |

| Unknown route-map component "LSTRl" | Unknown route-map component "v-LSTR+r" | Unknown route-map component "dSTR" | Water |  |

| Unknown route-map component "d" | Unknown route-map component "v-WASSER+l" | Unknown route-map component "vWBRÜCKE1" | Water straight and to right |  |

| Unknown route-map component "v-WASSER" | Unknown route-map component "vSTR-ABZgl" | Unknown route-map component "dSTRq" | Unknown route-map component "v-STR+r" |

| Unknown route-map component "v-WASSERl" | Unknown route-map component "vWBRÜCKE1" | Unknown route-map component "WASSER+r" | Unknown route-map component "dSTR" |

|  | Unknown route-map component "vBHF" | Water | Unknown route-map component "dSTR" |

| Unknown route-map component "d" | Unknown route-map component "v-LSHI2r" | Unknown route-map component "dABZg+l" | Unknown route-map component "WBRÜCKE1q" | Unknown route-map component "dSTRr" |

|  | Unknown route-map component "LCONTf" | Stop on track | Unknown route-map component "WSHI1+r" |  |

|  |  | Station on track | Unknown route-map component "WASSERl" | Unknown route-map component "WCONTgeq" |

|  | Unknown route-map component "tSTRa" |

|  | Unknown route-map component "tSTRe" |

|  | Stop on track |

|  | Station on track |

|  | Stop on track |

|  | Station on track |

| Unknown route-map component "exCONTgq" | Unknown route-map component "eABZgr" |  |

| Unknown route-map component "LCONTg" | Straight track |  |

| Unknown route-map component "exLCONTgq" | Unknown route-map component "eLABZg+r" | Unknown route-map component "KRWgl" | Unknown route-map component "KRW+r" |  |

|  | Unknown route-map component "ABZgl" | Unknown route-map component "KRZu" | Unknown route-map component "KRZul" | Unknown route-map component "CONTfq" |

|  | Unknown route-map component "ABZgl" | Unknown route-map component "KRZu" | Unknown route-map component "ABZql" | Unknown route-map component "CONTfq" |

|  | Straight track | Station on track |  |  |

| Unknown route-map component "CONTgq" | Unknown route-map component "ABZg+r" | Straight track |  |  |

|  | Unknown route-map component "SHI3l" | Unknown route-map component "SPLa" + Unknown route-map component "vSHI3+r-" |  |  |

|  | Unknown route-map component "SHI3+l" | Unknown route-map component "SPLe" + Unknown route-map component "vSHI3r-" |  |  |

|  | Unknown route-map component "SKRZ-Au" | Unknown route-map component "SKRZ-Au" |  |  |

| Unknown route-map component "exCONTgq" | Unknown route-map component "eABZg+r" | Straight track |  |  |

|  | Unknown route-map component "SPLa+vDST" | Straight track |  |  |

| Unknown route-map component "CONTgq" | Unknown route-map component "vABZqrl" | Unknown route-map component "vSTR+r-SHI1+r" |  |  |

| Unknown route-map component "vBHF" |

| Unknown route-map component "SHI1+l" | Unknown route-map component "SHI1+r" |

| Stop on track | Straight track |

|  | Unknown route-map component "tSTRa" | Unknown route-map component "ABZg+l" | Unknown route-map component "CONTfq" |

| Unknown route-map component "tHST" | Station on track |

| 165+288 |
| 0+000   |

| Unknown route-map component "tSTRe@f" | Enter and exit tunnel |

| Unknown route-map component "BS2l" | Unknown route-map component "BS2r" |

| Station on track |

| Continuation forward |

### Annotazioni
1. ↑  Come parte della Torino-Pinerolo.
2. ↑  Come parte della Torino-Chieri.
3. ↑  Come parte della Succursale dei Giovi.
4. ↑  La conversione di tale tratta comportò la trasformazione dell'intero nodo di Torino, e fu festosamente inaugurata il 9 giugno 1961 alla presenza del Ministro dei Trasporti Giuseppe Spataro.[17]
5. ↑  Il primo tunnel venne convertito il 2 marzo 1963, il secondo nel maggio 1964 assieme alla Genova Sampierdarena-Savona Letimbro.
6. ↑  Il tratto Bivio Fegino-Genova Sampierdarena venne convertito nel maggio 1964.